# Zračna luka Esenboğa
Međunarodna zračna luka Esenboğa (turski: Esenboğa Uluslararası Havalimanı) (IATA: ESB, ICAO: LTAC) je zračna luka u Ankari, glavnom gradu Turske. Otvorena je 1955. godine, smještena je u Esenboği, 28 km sjeveroistočno od gradskog središta. 

## Vanjske poveznice
|  | Zajednički poslužitelj ima još gradiva o temi Zračna luka Esenboğa |

- Službena stranica Zračne luke Esenboğa Ankara